# Heart Beat, Pig Meat
„Heart Beat, Pig Meat“ je první skladba ze soundtracku soundtrack k filmu Zabriskie Point. Interpretem skladby je skupina Pink Floyd. Skladba je instrumentální a jejími autory jsou David Gilmour, Rick Wright, Nick Mason a Roger Waters.